# Yumachrysa incerta
Yumachrysa incerta is een insect uit de familie van de gaasvliegen (Chrysopidae), die tot de orde netvleugeligen (Neuroptera) behoort. 
Yumachrysa incerta is voor het eerst wetenschappelijk beschreven door Banks in 1895.